# Свердловск (Луганская область)
Свердло́вск (укр. Свердло́вськ; в речи местных жителей часто Све́рдловск) / Должа́нск (укр. Довжа́нськ) — город в Луганской области Украины. С 2014 года находился под контролем управляемой из России марионеточной Луганской Народной Республики. В настоящее время под российской оккупацией. 
По украинскому законодательству — административный центр номинально образованных Должанской городской общины и Должанского района.
С точки зрения оккупационных властей является городом республиканского значения, административным центром Свердловского района, не входя в его состав (при этом город и район управляются общей администрацией), и сохраняет старое название.

## География
В юго-западных окрестностях Свердловска находится исток реки под названием Нагольная, а в городской черте — исток реки под названием Должик.
Соседние населённые пункты: сёла Александровка, Ананьевка, Панченково, город Червонопартизанск на востоке, посёлки Бирюково, Хмельницкий, сёла Карпово-Крепенское, Кондрючее на юге, Уткино, Матвеевка посёлки Калининский, Иващенко на юго-западе, Шахтёрское, Ленинское на западе, Маломедвежье, Павловка, Володарск на северо-западе, Комсомольский (ниже по течению Должика), Прохладное на севере, сёла Бобриковка, Маяк, Калинник, Зимовники на северо-востоке.

## История

### Древняя история
Территория Свердловска и прилегающих к нему посёлков была заселена свыше 8 тысяч лет назад. Об этом свидетельствуют 3 стоянки зимовниковской культуры эпохи мезолита, обнаруженные в балке Мурзиной, на северной окраине города, и одна — в окрестностях посёлка Комсомольского. Кроме того, у посёлков Калининского и Комсомольского расположены две курганные группы с погребениям бронзового века (II тысячелетие до н. э.).
Позже эти земли населяли скифы, сарматы, хазары и половцы.

### XVIII—XIX века
Заселение территории города началось примерно в конце XVIII века, когда здесь появились беглые крестьяне. В 1800 году казачий атаман Василий Орлов получил в дар от Екатерины II — поселение Должиково (Шарапкино) на верховьях реки Должик (Шарапка), входившее в состав земель Великого войска Донского. Двойное название реки связывают с походом князя Игоря на половцев, когда 10 мая 1185 года русичи на берегу болотистой реки разгромили половцев и взяли большую добычу («шарап»).
Земли восточной части Донецкого кряжа не отличаются высоким плодородием, поэтому заселение Шарапкино происходило медленно до начала промышленной добычи каменного угля. При переписи в 1801 году в Шарапкино было 45 дворов и 337 жителей, занимавшихся земледелием.
В 1797—1806 годах геологическая партия Луганского чугунолитейного завода нашла в долинах рек Должик, Таловой, Бургусты залежи антрацита и железных руд. В 1870 году первые промышленные шахты вблизи Шарапкино основали промышленник Емельян Письменный и богатые казаки Пётр Планиден и Иван Ющенков. На новые предприятия нанимались крестьяне из Центральной России и Правобережной Украины. В 1874 году в пяти километрах на юго-восток от Шарапкино был основан хутор Должанка. Мимо него в 1876—1879 годах была проложена железная дорога, связавшая узловые станции Дебальцево и Зверево.

### 1917—1991
Город Свердловск был образован путём объединения нескольких населённых пунктов в 1938 году.
23 ноября 1938 года началось издание местной газеты.
В 1983 году здесь был построен и введён в эксплуатацию молочный завод.

### После 1991
В мае 1995 года Кабинет министров Украины утвердил решение о приватизации находившихся в городе автобазы, шахтостроительного управления, управления ЖКХ производственного объединения «Свердловскантрацит», управления теплосетей «Свердловскантрацит», завода «Машлит», строительно-монтажного треста жилищного домостроения, швейной фабрики, райсельхозтехники и райсельхозхимии, в июле 1995 года было утверждено решение о приватизации завода крупнопанельного домостроения и совхоза.
В 2003 году были приняты новые флаг и герб города.
28 мая 2009 года в Верховную Раду Украины был внесён на рассмотрение проект постановления, согласно которому планировалось переименовать город Свердловск в Должанск (укр. Довжанськ), но из-за проведения президентских выборов переименование было отложено.
12 мая 2016 года Верховная Рада Украины в рамках декоммунизации переименовала город Свердловск в Должанск (укр. Довжанськ). Название образовано от старого названия посёлка и реки, на которой он расположен — Должик. В русскоязычной прессе Украины, а также в документах, выданных после переименования, встречается также украинизированный вариант названия — Довжанск. Переименование не было признано властями ЛНР.

## Население
По данным всеукраинской переписи населения 2001 года в населении города присутствовали следующие этнические группы:
- русские — 48,6 %
- украинцы — 46,0 %
- белорусы — 1,2 %[30]

По данным Государственной службы статистики Украины по состоянию на 1 января 2019 года численность населения города Свердловска/Должанска составила 63 358 человек.

### Языковой состав
Родной язык населения по данным переписи 2001 года:
| Язык       | Численность, чел. | Доля     |
| ---------- | ----------------- | -------- |
| Украинский | 8 455             | 11,65 %  |
| Русский    | 61 925            | 85,28 %  |
| Другое     | 2 231             | 3,07 %   |
| Итого      | 72 611            | 100,00 % |

### Религия
Бо́льшая часть населения православные. На территории города действует только одна православная конфессия — Ровеньковская и Свердловская епархия Украинской православной церкви (Московского патриархата), которой принадлежат Свердловское духовное училище, семь храмов и одна часовня ː
- Николо-Владимирский кафедральный собор
- церковь святых Петра и Павла
- церковь святого Митрофана
- Почаевская церковь
- церковь святой Елизаветы
- Введенский храм
- церковь святого Агапита Печерского
- часовня святой Варвары

Также в городе зарегистрированы протестантские общества евангельских христиан-баптистов с одним молитвенным домом и адвентистов седьмого дня с одним молитвенным домом, христианские общества Свидетелей Иеговы (запрещены в ЛНР), Евангельской церкви «Христос есть ответ» и Всеукраинской общественной христианской просветительной организации «Новая надежда» и мусульманское — «Аль-Ихлас».

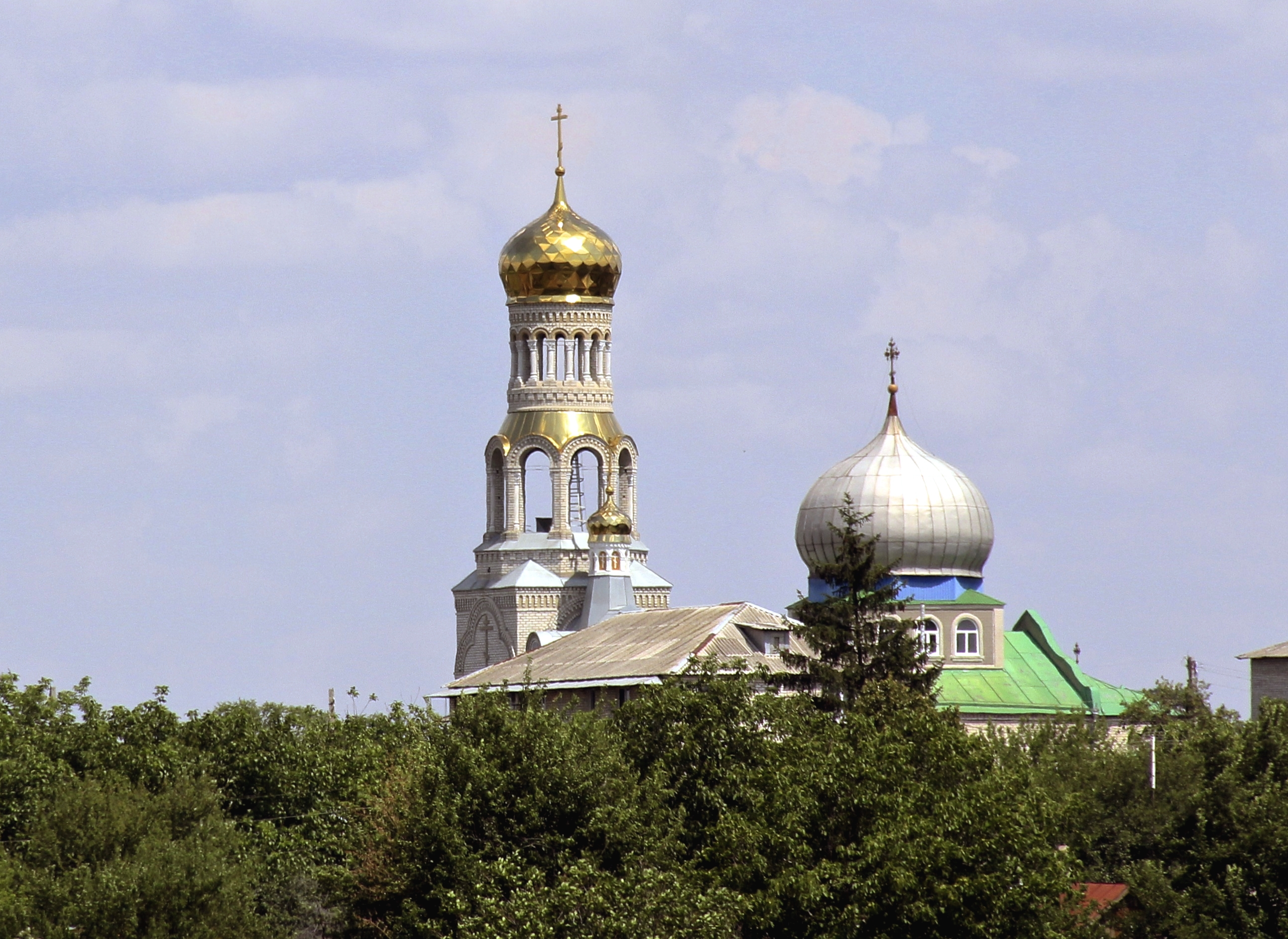
Церковь святых Петра и Павла
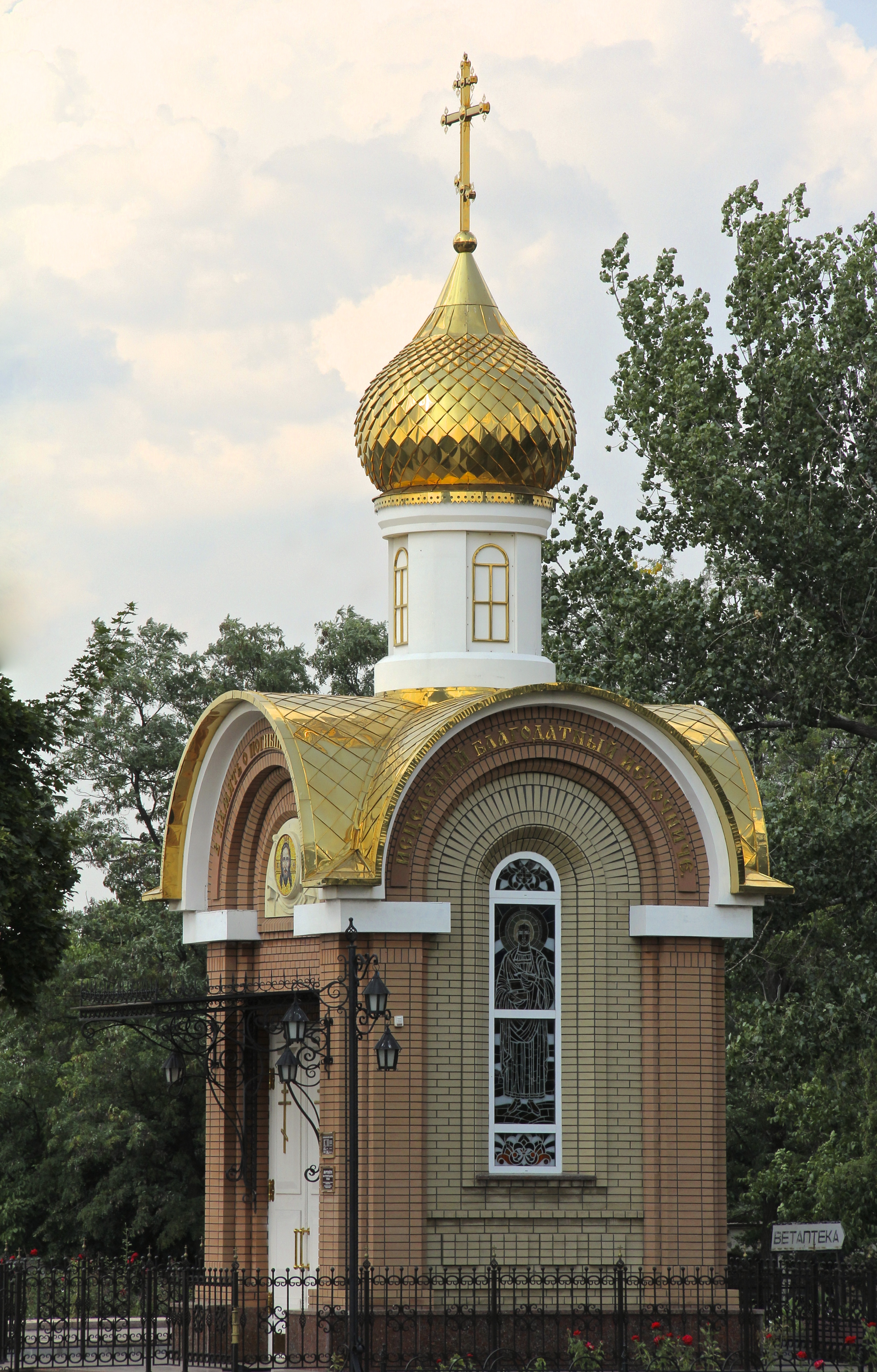
Часовня святой Варвары
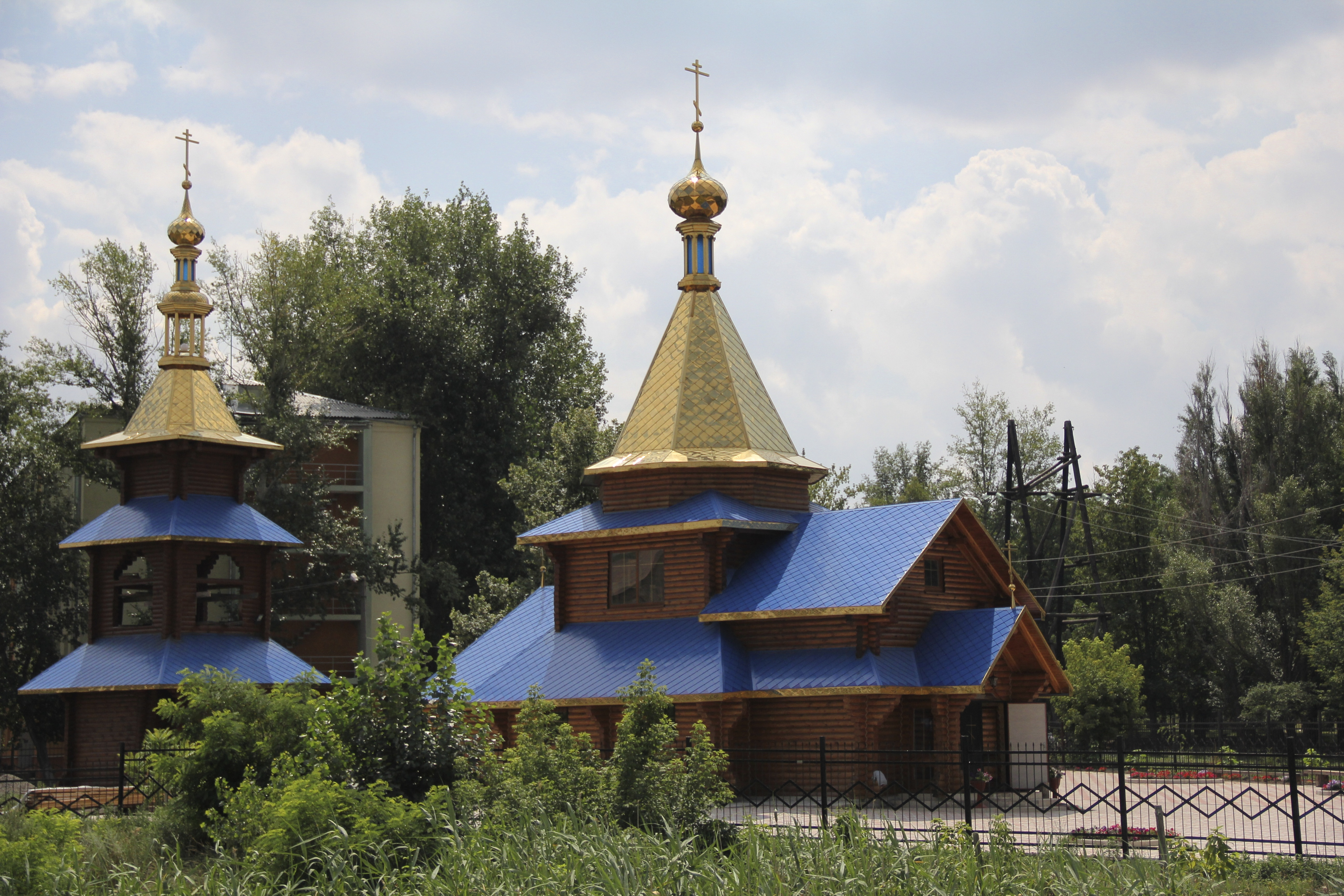
Церковь святого Агапита Печерского

## Руководство
Городом управляет администрация города Свердловска и Свердловского района, возглавляемая главой администрации Андреем Сухачёвым.

## Административно-территориальное деление
Свердловск является административным центром Свердловского района, но не входит в его состав. В состав Свердловского городского совета помимо Свердловска входят город Червонопартизанск, 6 поселковых и 6 сельских советов с 45 населёнными пунктами.
Сам город не имеет официального административно-территориального деления, но условно выделяют районы Шарапкино, Должик, Должанка, а также кварталы имени 60-летия СССР, имени 50-летия Октября (автостанция), Центральный, Пролетариата Донбасса и посёлок шахты 1/2 им. Свердлова (в простонародье — посёлок одиндва).

## Экономика
Город Свердловск расположен в Донецком угольном бассейне, центр добычи каменного угля (антрацита) — угледобывающий комплекс «Свердловантрацит», а также ГОАО ЦОФ «Маяк». Наряду с ООО «ДТЭК Свердловантрацит» угледобывающую деятельность вела канадская «East Coal Company». В Свердловске когда-то также работал завод алюминиевых сплавов (СП Интерсплав), работает ОАО «Свердловский машиностроительный завод» (из 1200 рабочих осталось 348 за годы приватизации — с 2005 года), завод горно-шахтного оборудования; швейная фабрика (её продукции нет даже в самом Свердловске), пищевая промышленность была представлена свердловским хлебокомбинатом, входящим в группу «КАРАВАЙ» и молокозаводом, более известным под брендом «Молочна Веселка», который выставили банкротом и закрыли.

### Транспорт

Здание ЖД-станции Должанская

На территории города расположен железнодорожный узел станции Должанская (на дороге Дебальцево-Зверево).

## Экология
В Свердловском районе расположен заповедник «Провальская степь».
В Свердловске довольно тяжёлая экологическая ситуация в связи с техногенным загрязнением территории. В пределах Свердловска находятся 45 породных отвалов, 12 из которых горят на протяжении последних десятилетий и извергают в воздух тонны серы и прочих химических элементов, отрицательно влияющих на здоровье свердловчан.
Свердловск (наряду с городами Красный Луч, Ровеньки и Антрацит) испытывает значительный недостаток питьевой воды.

## Культура
- Православные приходы (УПЦ (МП)): церковь Святителя Николая Чудотворца, Свято-Петропавловский собор, храм Великомученицы Елизаветы, церковь Святого Владимира, храм Иконы Почаевской Божией Матери, часовня Святой Варвары, Свято-Пантелеймоновский храм (пгт Павловка), храм Всех Скорбящих Радосте, храм Рождества Христова, Свято-Введенский храм.
- Краеведческий музей.
- Дворец культуры имени Свердлова.
- Кинотеатр «Победа».
- Парк культуры и отдыха имени Героев Сталинградской битвы.

## Галерея

У здания налоговой инспекции
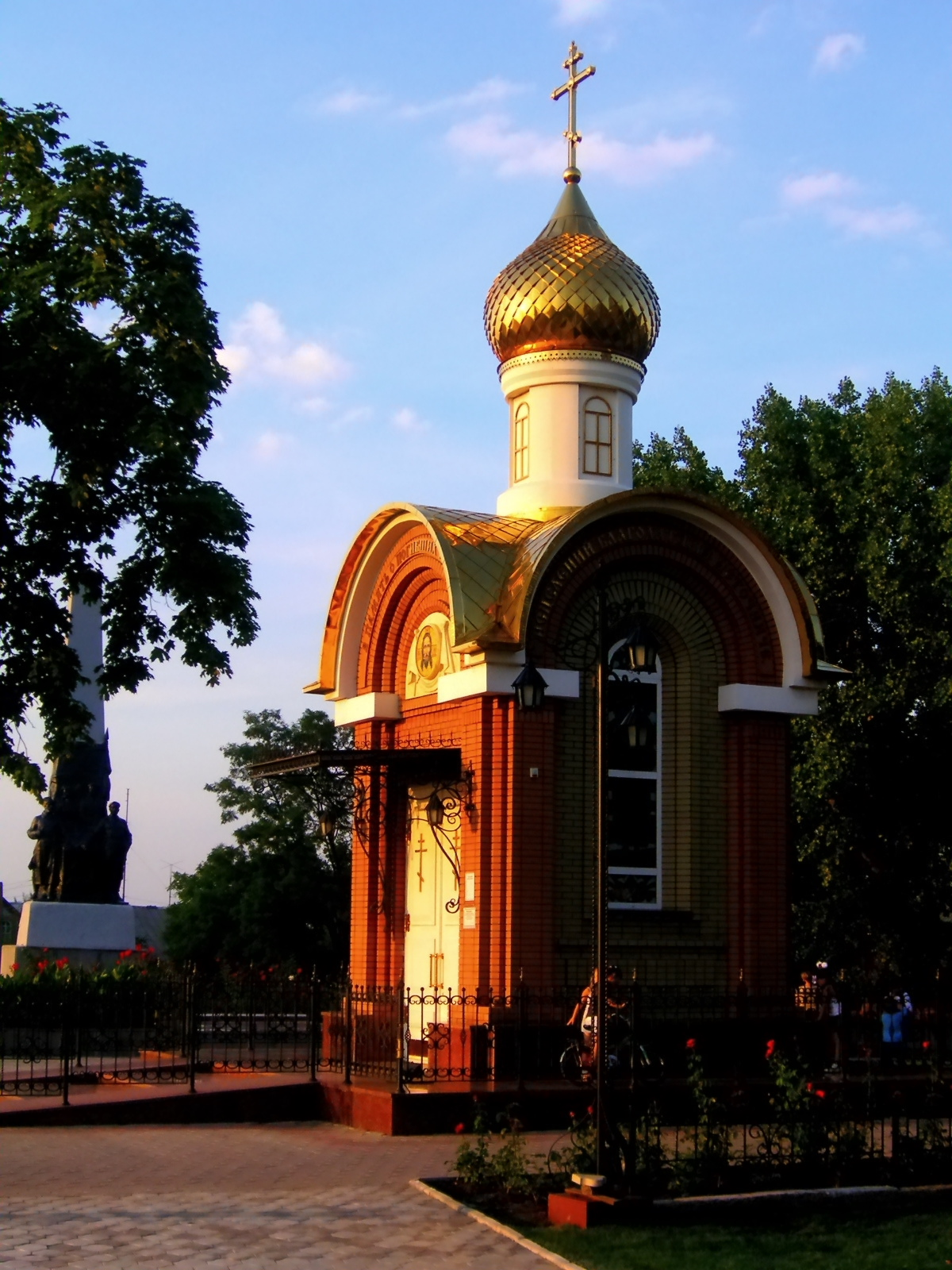
Часовня Св. Варвары (УПЦ)
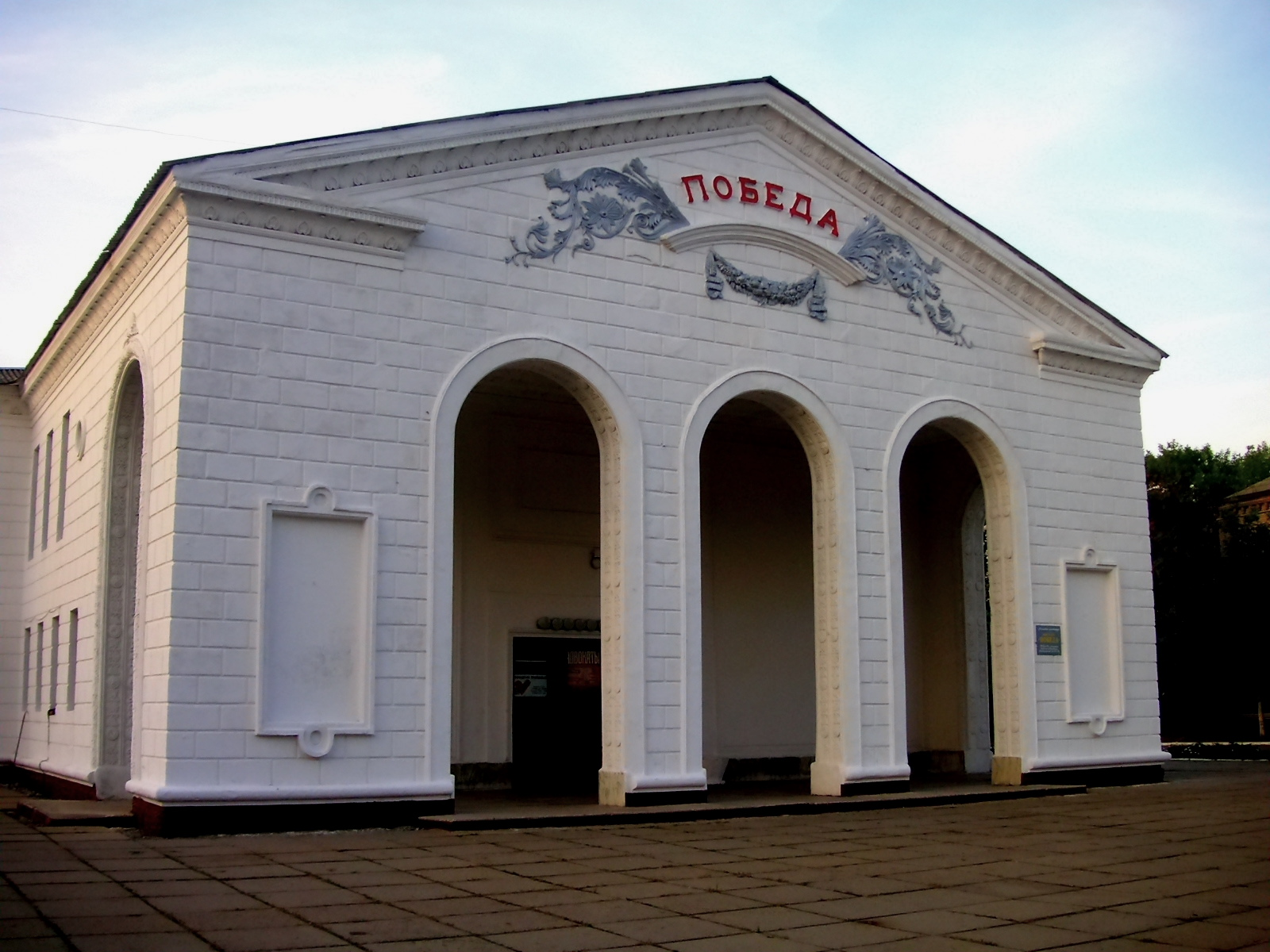
Кинотеатр «Победа»
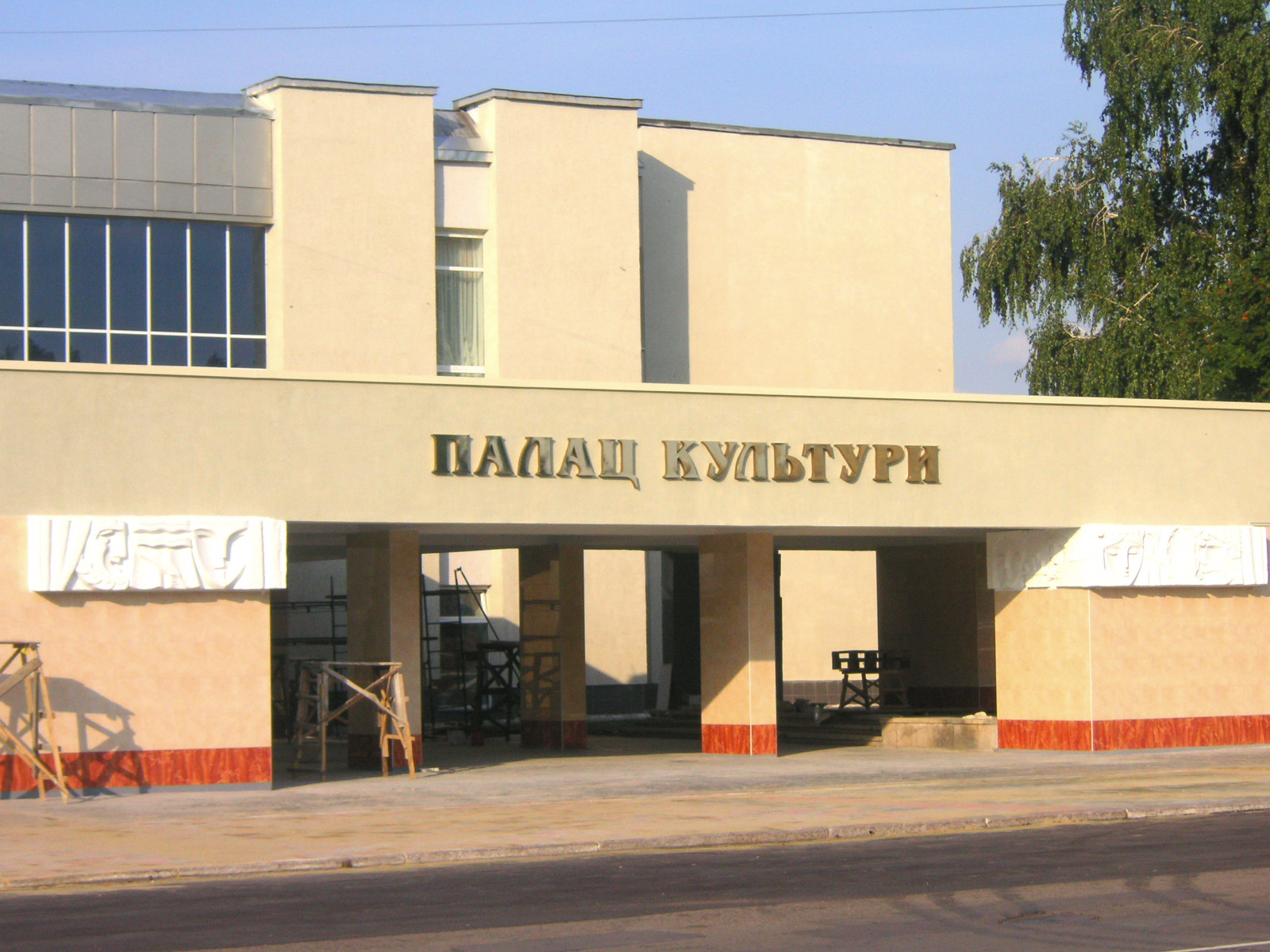
Дворец культуры
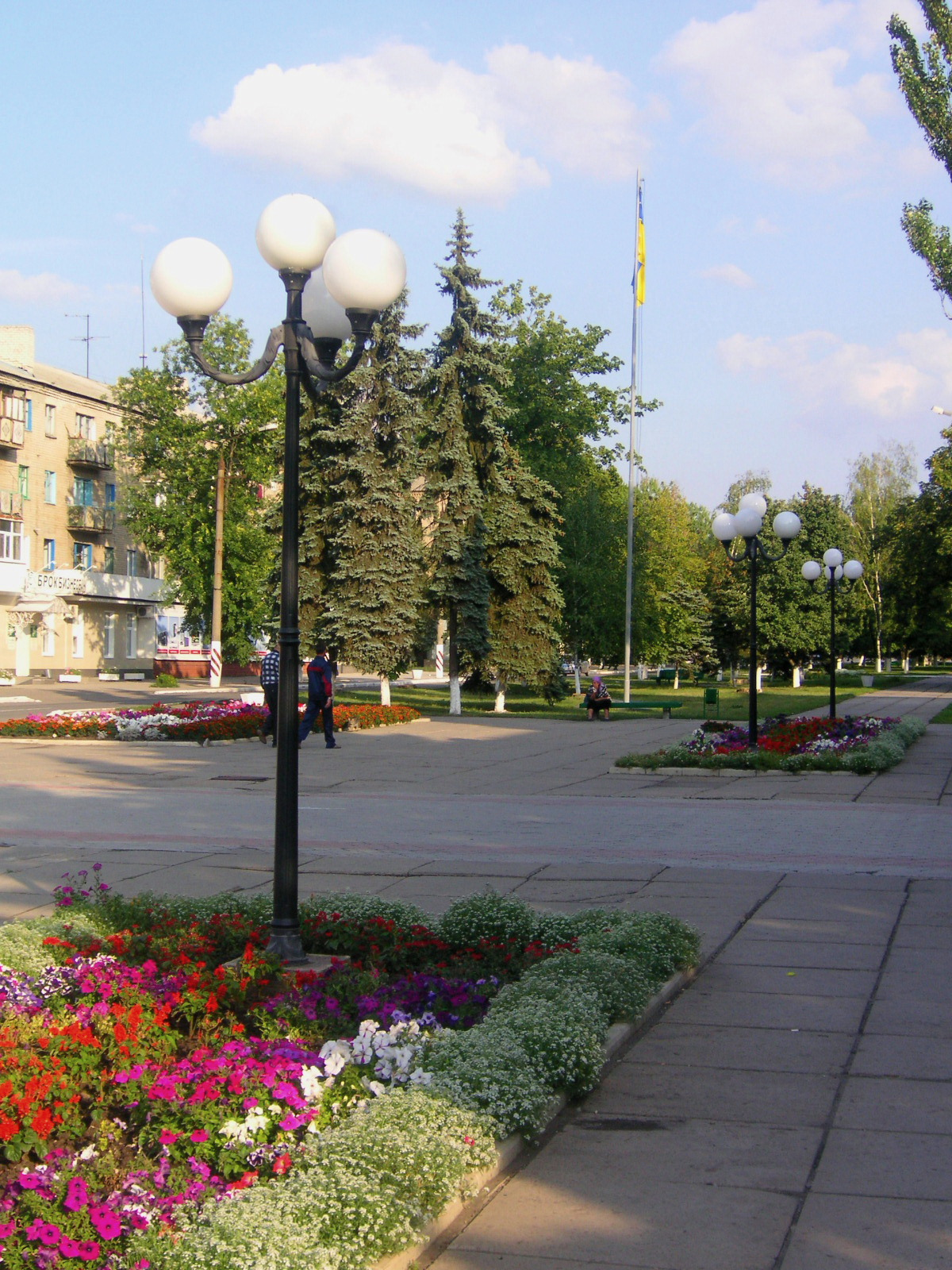
Улица Энгельса
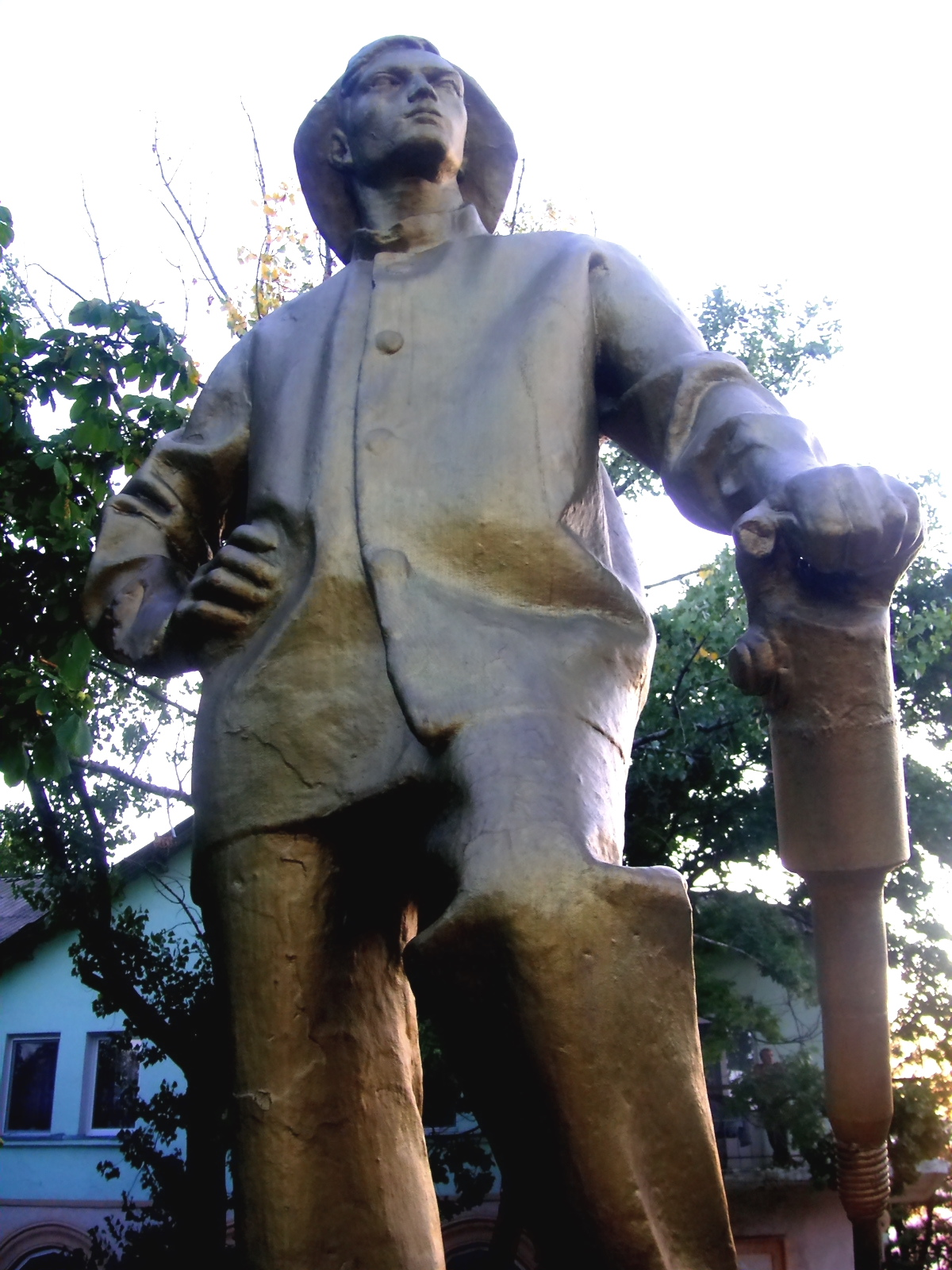
«Бронзовый шахтёр»